# Lebane
Lebane (in serbo Лебане?) è una città e una municipalità del distretto di Jablanica nel sud-est della Serbia centrale.

## Municipalità
La municipalità di Lebane comprende la città di Lebane e i seguenti villaggi:
| - Bačevina - Bošnjace - Buvce - Cekavica - Ćenovac - Donje Vranovce - Drvodelj - Geglja - Goli Rid - Gornje Vranovce | - Grgurovce - Klajić - Konjino - Krivača - Lalinovac - Lipovica - Lugare - Malo Vojlovce - Nova Topola - Novo Selo | - Pertate - Petrovac - Popovce - Poroštica - Prekopčelica - Radevce - Radinovac - Rafuna - Šarce - Sekicol | - Šilovo - Slišane - Štulac - Šumane - Svinjarica - Togočevce - Veliko Vojlovce - Ždeglovo |  |

## Galleria d'immagini

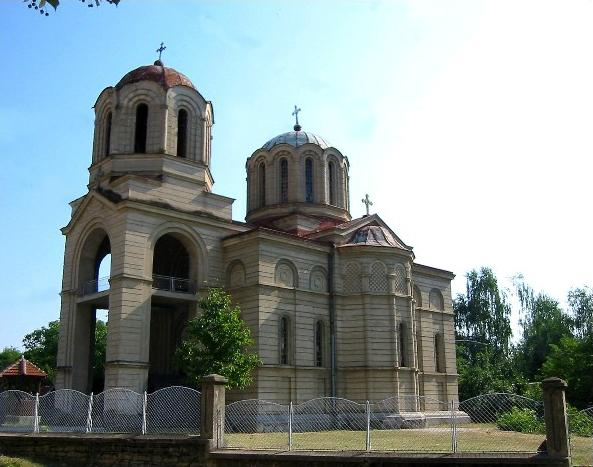
Chiesa ortodossa